# Ska
Ska (/ˈskɑː/) là một thể loại nhạc có nguồn gốc ở Jamaica vào cuối những năm 1950 và là tiền thân của Rocksteady và reggae. Ska kết hợp các yếu tố của mento và calypso Caribbe với jazz và rhythm and blues Mỹ. Ska phát triển ở Jamaica vào những năm 1960 khi Prince Buster, Clement "Coxsone" Dodd, và Duke Reid bắt đầu thu âm bài hát. Trong những năm đầu thập niên 1960, ska là thể loại âm nhạc thống trị của Jamaica và đã được phổ biến với mod nước Anh. Sau đó nó trở nên phổ biến với những người cạo đầu trọc..